# AFC-futsalklubbajnokság
Az AFC-futsalklubbajnokság (angolul: AFC Futsal Club Championship) egy, az AFC által kiírt nemzetközi futsaltorna.

## Eredmények
| Év             | Rendező     |                     | Döntő                   | Döntő               | Döntő         |                         | Bronzmérkőzés    | Bronzmérkőzés | Bronzmérkőzés |  | Csapatok száma |
| Év             | Rendező     | Győztes             | Eredmény                | Döntős              | 3. helyezett  | Eredmény                | 4. helyezett     |               |               |  | Csapatok száma |
| -------------- | ----------- | ------------------- | ----------------------- | ------------------- | ------------- | ----------------------- | ---------------- | ------------- | ------------- |  | -------------- |
| 2010 Részletek | Iszfahán    | Foolad Mahan        | 5–2                     | Al-Sadd             | Nagoya Oceans | 6–6 (h.u.) (6–5) (b.u.) | Thai Port        | 10            |               |  |                |
| 2011 Részletek | Doha        | Nagoya Oceans       | 3–2 (h.u.)              | Shahid Mansouri     | Al-Sadaka     | 4–4 (h.u.) (4–3) (b.u.) | Al-Rayyan        | 8             |               |  |                |
| 2012 Részletek | Kuvaitváros | Giti Pasand Isfahan | 2–1                     | Ardus Tashkent      | Nagoya Oceans | 4–1                     | Al-Rayyan        | 8             |               |  |                |
| 2013 Részletek | Nagoja      | Chonburi Blue Wave  | 1–1 (h.u.) (4–1) (b.u.) | Giti Pasand Isfahan | Nagoya Oceans | 6–4                     | Shenzhen Nanling | 8             |               |  |                |
| 2014 Részletek | Csengtu     | Nagoya Oceans       | 5–4 (h.u.)              | Chonburi Blue Wave  | Dabiri Tabriz | 5–5 (h.u.) (7–6) (b.u.) | Shenzhen Nanling | 8             |               |  |                |
| 2015 Részletek | Iszfahán    | Tasisat Daryaei     | 5–4                     | Al-Qadsia           | Thái Sơn Nam  | 7–3                     | Naft Al-Wasat    | 12            |               |  |                |
| 2016 Részletek | Bangkok     |                     |                         |                     |               |                         |                  |               |               |  |                |